# Isolaccio-di-Fiumorbo
Isolaccio-di-Fiumorbo (korziško L'Isulacciu di Fiumorbu) je zdraviliško naselje in občina v francoskem departmaju Haute-Corse regije - otoka Korzika. Leta 1999 je naselje imelo 333 prebivalcev.

## Geografija
Kraj leži v vzhodnem delu otoka Korzike znotraj naravnega regijskega parka Korzike, 105 km južno od središča Bastie.

## Uprava
Občina Isolaccio-di-Fiumorbo skupaj s sosednjimi občinami Chisa, Prunelli-di-Fiumorbo, San-Gavino-di-Fiumorbo, Serra-di-Fiumorbo, Solaro in Ventiseri sestavlja kanton Prunelli-di-Fiumorbo s sedežem v Prunelliju. Kanton je sestavni del okrožja Corte.